# سید کمال حیدری
سید کمال حیدری (زادهٔ ۱۳۷۶ قمری) از مراجع تقلید شیعه است. وی از مدرسان دروس خارج فقه، اصول، فلسفه، عرفان و تفسیر و عقاید در حوزهٔ علمیهٔ قم می‌باشد. او در حوزه‌های علمیه به‌عنوان یکی از نواندیشان دینی شناخته می‌شود و دیدگاه‌های او به‌ویژه دربارهٔ شکل‌گیری شیعه با انتقادهای تند بعضی از مراجع تقلید مواجه شده‌است.

## خانواده و تحصیلات
او کوچک‌ترین فرزند سید باقر فرزند سید حسن فرزند سید عبدالله بود. پدرش از تجّار برجستهٔ پارچه محسوب می‌شد. خاندانش لقب حیدری را از جد بزرگ خود السیّد حیدر داشتند که نسبش به امام چهارم شیعیان علی بن الحسین منتهی می‌شد. خاندان او، دویست سال پیش از ولادتش از حیره به کربلا هجرت کرده بودند. سید کمال پنج برادر داشت که سه تن از آن‌ها به نام‌های صالح، فاضل و محمد توسط حکومت صدام در عراق اعدام شدند. در زمینه‌های اجتماعی و سیاسی نیز فعالیت‌هایی داشته‌است که منجر به تعقیبش از سوی عراق بعثی گردید و در نهایت مجبور به ترک وطن شده و در شهر قم مقیم شد.
او تحصیلات حوزوی را از دوران نوجوانی در عراق شروع کرد و از استادانی مثل سید محمدباقر صدر، سید ابوالقاسم خویی، میرزا علی غروی و سید نصرالله مستنبط بهره برد و از همه بیشتر از روش علمی و شخصیت اجتماعی صدر تأثیر پذیرفت تا جایی که از وکلای شرعی وی در کربلا گشت. پس از کشته شدن سید محمدباقر صدر توسط حکومت بعث صدام، به قم مهاجرت کرد و از عالمانی چون جواد تبریزی و حسین وحید خراسانی در فقه و اصول، و عبدالله جوادی آملی و حسن‌زاده آملی در تفسیر و فلسفه و عرفان استفاده کرد. از این به بعد خود در جایگاه مدرس به تدریس همین دروس در دو مقطع سطح و خارج مبادرت ورزید. بنا به نوشتهٔ سایت او به دلیل ارائهٔ تمام دروسش به زبان عربی، جهان عرب به واسطهٔ او با معارفی که در حوزه‌های علمیهٔ شیعه، به‌خصوص نزد عالمانی چون سید روح‌الله خمینی و سید محمدحسین طباطبایی بوده‌است، آشنا شده‌اند.

## فعالیت‌ها و نظرات
کمال حیدری از مدرسان دروس خارج فقه، اصول، فلسفه، عرفان و تفسیر و عقاید در حوزهٔ علمیهٔ قم می‌باشد.
او با حضور در برنامه‌های رادیویی و تلویزیونی عرب‌زبان (مثل برنامهٔ «مطارحات فی العقیده» و «الاطروحه المهدویه» شبکهٔ الکوثر) در تبیین علوم شیعه و پاسخ به سلفیان-وهابیان تلاش کرده‌است. تصاویری نیز از تعیین جایزهٔ سعودی‌ها برای پاسخ به وی در فضای مجازی منتشر گردید که البته تأیید نشد.
وی معتقد است برای اصلاح مشکلات حوزه‌های دینی، باید محوریت را به سمت قرآن، و نه به سمت روایات برد، به این معنا که باید کل منظومهٔ معارف دینی، چارچوب‌های اصلی و خط‌های قرمز آن را از قرآن و نه از روایات گرفت.

### پروژهٔ اصلاح دینی
کمال حیدری در ضمن کتاب‌های متعددی پروژهٔ اصلاح دینی‌ای را دنبال می‌کند که مبنای آن بازگشت به اسلام قرآن‌محور (در مقابل اسلام حدیث‌محور یا اسلام علمایی) است. وی معتقد است که روایات اهل سنت غالباً تحت تأثیر حکومت‌ها و فشارهای سیاسی انبوهی از خواسته‌های حکومت‌ها را در خود جای داده و روایات شیعی نیز به دلیل واکنش در مقابل‌آن‌ها شامل انبوهی از ادعاها و دیدگاه‌های نامعتبر است. حیدری معتقد است که قرآن و احکام قطعیِ عقلیْ محورِ دین‌اند و روایات باید تفسیرکنندهٔ آن چیزی باشد که از این دو منبع به اجمال فهمیده می‌شود، نه اینکه خود محور اصلی دین باشد. بنابر دیدگاه وی، معیار اعتبار احادیث نه صحت سلسلهٔ اسناد آن، بلکه مطابقت آن با قرآن است. بر این اساس، وی اکتفاء به قرآن را که قرآنیان دنبال می‌کنند، نادرست می‌داند. او همچنین اکتفاء به حدیث را نیز برخطا می‌خواند و در میان اهل سنت، اهل حدیث را و در میان شیعیان هردو دستهٔ اخباریان و اصولیان را در شمار این گرایش می‌آورد. از دید وی، گرایشِ درستْ، محور بودن قرآن و مدار بودن سنت است.

## بعضی دیدگاه‌ها
- حیدری همانند سید روح‌الله خمینی[۱۴] دو عنصر زمان و مکان را در اجتهاد مؤثر می‌داند؛[۱۵]
- او طی سخنانی تلویحاً، روش‌های اجتهادی متعارف مجتهدین کنونی شیعه را زیر سؤال برد.[۱۶]
- حیدری انتقاداتی نیز به استاد خود سید ابوالقاسم خویی کرده‌است که باعث موضع‌گیری دیگر مراجع علیه او شده‌است.[۱۷][۱۸]
- به باور او لعن‌های موجود در زیارت عاشورا سندیت ندارند که این موضع او نیز باعث انتقادهای زیادی از طرف دیگر روحانیون شیعه شد.[۱۹]
- وی در بحث هلال و تعیین ایام قمری به محاسبات فلکی قائل است که باعث شد عید فطر سال ۱۳۹۲ شمسی را یک روز زودتر از برخی مراجع دیگرِ شیعیان اعلام کند.[۲۰]
- حیدری ضمن مبادرت به مباحث امامت و نقد افکار وهابیت معتقد به وحدت اسلامی است.[۲۱][۲۲]

## انتقادات به وی
او به‌دلیل مواضع و اعتقاداتش از سوی برخی از مراجع تقلید و مجتهدین شیعه مورد انتقاد قرار گرفته‌است. به‌عنوان نمونه:
- سید محمدصادق روحانی از مراجع تقلید در انتقاد به او می‌نویسد:

باخبر شدیم که بعضی از افراد اهل علم !! به مراجع عظام تقلید توهین کرده و تلاش کرده‌اند شأن مراجع و علم و جحد و تلاش ایشان را در راه خدمت به دین و مذهب و معارف حوزوی پایین بیاورند؛ این مسئله موجب تأسف است زیرا اگر مجاهدت مراجع نبود مؤمنین به معارف دین و اسلام دست پیدا نمی‌کردند.
- سید محمود هاشمی شاهرودی از مراجع تقلید نیز در پاسخ به سئوالی دربارهٔ کمال حیدری اینگونه پاسخ می‌دهد:

بسم الله الرحمن الرحیم
این کلام جز از سوی یک ناآگاه به میراث مکتب تشیع گفته نمی‌شود…
- صافی گلپایگانی و وحید خراسانی دو مرجع تقلید دیگر با صدور بیانیه‌ای نسبت به مواضع و اعتقادات سید کمال حیدری که آن را خلاف مسلمات اعتقادی شیعه می‌دانستند اعلام موضع کرده و وی را در زمرهٔ رویگردانان از عقاید مسلم و ضروری مذهب حق تشیع دانستند.[۲۵]
- سید علی میلانی نیز در رد عقاید سید کمال حیدری نوشته‌است: افکار وی مردود است.[۲۶]
- محسن اراکی ضمن انتشار بیانیه‌ای علیه سید کمال حیدری، او را دروغگو، بدعت‌گذار، فاسق و دجّال خواند و گفت: «بر جوانان مؤمن واجب است در راه یاری خدا و رسول و ائمهٔ اهل بیت (علیهم صلوات الله)، لباس علم از این شخص فاسق فروافکنده و حرمتی برای وی قائل نشده و او را از این جایگاه عزل نمایند.»[۲۷][۲۸]

سید منیر خباز نظر علی سیستانی را دربارهٔ کفر باطنی پیروان سایر مذاهب اسلامی اعلام کرد و گفت مرجع عظیم‌الشأن شیعیان اثنی‌عشری [دوازده‌امامی] در این زمینه فتوایی دارند که امروز از نجف اشرف دریافت کردم؛ ایشان می‌فرمایند: «مسلمانان غیرِاثنی‌عشری [دوازده‌امامی] در ظاهر و واقع مسلمان هستند. نه اینکه فقط ظاهراً مسلمان باشند؛ بنابراین عبادات آنها مانند نماز، روزه و حج اگر طبق شرایط باشد مجزی و مبرئ‌الذمة است.» وی افزود این نظر مختص به آیت‌الله سیستانی نیست بلکه استاد ایشان آیت‌الله بروجردی نیز چنین نظری داشتند. حجت‌الاسلام والمسلمین خباز افزود: پس این کلام که «عالمی شیعی اصلاً وجود ندارد که به کفر باطنی همهٔ مسلمانان فتوا نداده باشد» صحیح نیست.
- جامعهٔ مدرسان حوزهٔ علمیهٔ قم در هفتم آبان ۱۳۹۹ با انتشار بیانیه‌ای از مردم خواست که از او دوری کنند و سخنان نادرست وی را به پای دین و مذهب و عالمان دینی ننویسند. همچنین دفاتر او در قم و تهران بسته شد.[۳۰]

## تالیفات فارسی
علاوه بر تدریس در زمینه‌های مختلف علمی و تألیف آثار، بالغ بر صد جلد کتاب در حوزه‌های گوناگون قرآنی-تفسیری، فقهی-اصولی، عقیدتی-کلامی، فلسفی-منطقی، اخلاقی-عرفانی می‌شود. کتاب‌های او به زبان عربی است و تعداد اندکی از آن‌ها به فارسی ترجمه شده‌است مانند کتاب غلو حقیقت و اقسام آن.
آثار او از نظر جامعیت و تنوع، با آثار مرتضی مطهری قابل مقایسه است. مرکز تحقیقات رایانه‌ای علوم اسلامی (نور) نرم‌افزار مجموعه آثار وی را با امکانات مختلف پژوهشی تولید کرده‌است.
شش اثر وی نیز توسط انتشارات دانشگاه امام صادق به زبان فارسی ترجمه و منتشر شده‌است.
- اللباب فی تفسیر الکتاب
- أصول التفسیر و التأویل
- تأویل القرآن؛ النظریّة و المعطیات
- صیانة القرآن من التحریف
- الشفاعة؛ بحوث فی حقیقتها و أقسامها و معطیاتها
- الاسم الأعظم، حقیقته و مظاهره
- القضاء و القدر، و إشکالیة تعطیل الفعل الإنسانی
- فی ظلال العقیدة و الأخلاق
- مدخل إلی الإمامة
- لا ضرر ولا ضرار، تقریر دروس شهید صدر
- مختارات من أحکام النساء
- المنتخب فی مناسک الحجّ و العمرة
- مناسک الحج
- الفتاوی الفقهیّة (رسالهٔ عملیه)
- الدروس:شرح «الحلقة الثانیة» شهید صدر
- دروس فی الحکمة المتعالیة (۱–۲)
- التقوی فی القرآن؛ دراسة فی الآثار الاجتماعیّة
- التربیة الروحیة؛ بحوث فی جهاد النفس
- التوبة؛ دارسة فی شروطها وآثارها
- المذهب الذاتی فی نظریة المعرفة
- أولویات منهجیة فی فهم المعارف الدینیّة
- الموروث الروایی بین النشأة و التأثیر